# Bieniewo-Parcela
Bieniewo-Parcela – wieś w Polsce położona w województwie mazowieckim, w powiecie warszawskim zachodnim, w gminie Błonie. Ma status sołectwa.
W latach 1975–1998 miejscowość administracyjnie należała do województwa warszawskiego.
W miejscowości dawniej znajdował się dwór wraz z parkiem dworskim założonym na początku XX. wieku według projektu Franciszka Szaniora. Po powojennej parcelacji został zrujnowany, obecnie jedyną pozostałością jest zdziczały park dworski.